# Skandináv lottó
A Skandináv lottó, 1999. október 4-ei megjelenése óta, a Szerencsejáték Zrt. népszerű, hétközi lottó játéka. Nevét a skandináv országokban elterjedt ugyancsak hétközi lottójáték után kapta, amelynek középpontjában szintén a 7-es szám áll. 
A Skandináv lottót leginkább a magas nyerési esélyei tették a magyarországi szerencsejátékok ékes színfoltjává. Szemben az Ötös- és a Hatoslottóval, a Skandináv lottójáték során csupán 35 számból kell 7-et eltalálni, így statisztikailag reálisabb esélyt kínál a nyereményre.

## A lottó megjelenésének története Magyarországon
A lottó nem újkeletű találmány. Magyarországon már az Osztrák-Magyar Monarchia idején létezett az úgynevezett lutri, amelynek szabályrendszere a genovai rendszerű lottóét követte. Ezen a játékmodellen belül kétféle módon lehetett fogadni: a játékosok által megjátszott számok előfordulására vagy a számok kihúzásának sorrendjére.
Az 1868-ban alapított Magyar Királyi Lottóigazgatóság felelt a lottójátékok lebonyolításáért. A játék nagy népszerűségnek örvendett, a magyar államkincstárnak körülbelül hárommillió forintos hasznot hozott évente. Ez a rendszer egészen a második világháború végéig tartott ki, ami után a kommunista rezsim áldozatául esett.
Az ‘56-os forradalom után, a Kádár-korszak idején a közhangulatot javító intézkedések egyike volt a lottó újraszervezésre is. Az ötöslottó keretén belül nem csak busás pénzösszegeket, de öröklakást, üdülőket és gépkocsit is hazavihettek a szerencsés nyertesek.
A 20. század végén már rohamos fejlődésnek indult a lottó és az egyéb szerencsejátékok. A heti sorsolások száma az Ötöslottó mellett megjelenő Hatoslottónak, a Joker játéknak és a Kenónak köszönhetően átlagosan 4-re emelkedett. A rendszerváltást követően, 1999-ben pedig megjelent a Hetes Lottó, közismertebb nevén a Skandináv lottó.

## A Skandináv lottó eredete
A hétközi lottóra a szerencsejáték elterjedése kezdetétől fogva nagy igény volt a magyar játékosok körében. A népszerű Ötös- és Hatoslottó számait hétvégente hirdették ki. A havonta négyszer megrendezett hétvégi sorsolások mellé gyakran egy ötödiket is beiktattak keddenként, ezt hívták Telelottónak. 
1993-ban a lottók gépesítését követően, öthetes struktúrát vezettek be, ezzel azonban a Telelottó megszűnt. Ez egyrészt bevételkiesést jelentett a szervezőknek, másrészt hiányérzetet okozott a játékosok körében. A fennálló problémát egy új lottójáték bevezetésével lehetett csak orvosolni.
Az észak-európai országokban, Finnország, Svédország, Izland, Dánia, Norvégia és Dánia területén ekkortájt létezett már egy hétközi lottó, ami nagyon hasonlított a Skandináv lottó ma is alkalmazott mechanikájához. Magyarország csatlakozhatott volna a közös játékhoz, viszont úgy döntött, inkább saját lottót alkot. A svéd mintához hasonló újfajta lottójáték 1999. október 4-én debütált.

## Elterjedése Magyarországon
A Skandináv lottó széleskörű elterjedésének legfőbb oka elsősorban a kedvezőbb nyerési esélyekben keresendő. A Skandináv lottóban ugyanis 35 számból 7-et kell eltalálni, szemben például az Ötöslottó 90 számos rendszerével, így statisztikailag jóval nagyobb esélye lehet a játékosoknak a nyereményre. Tovább növeli a nyerési esélyeket az, hogy két külön sorsolás is történik a játékon belül.
Annak ellenére, hogy a nyeremények összege átlagosan alacsonyabb, mint a konkurens lottójátékok esetében, a főnyeremény még így is számottevő: az alapnyeremény 45 millió forint, míg a valaha elért legnagyobb nyeremény meghaladta a 690 millió forintot. 
A gyakori telitalálatok – 2021-ben például 13 darab – szintén arra utalnak, hogy a játékban valóban nagyobb az esély a főnyereményre, míg az Ötöslottón évente jellemzően csupán 3-5 darab telitalálatos szelvény születik.

## A játék menete és szabályai
A Skandináv lottó menete nagyon hasonlít a többi Magyarországon elérhető lottóéra. A lottószelvényen tíz mező található, ezek közül a játékos eldöntheti, hogy hányat tölt ki. Egy mezőn 1-től 35-ig sorakoznak fel a számok, ezek közül 7 darabot kell választani a játékosnak, és X-el jelölni őket.
Az alapjáték ára 400 forint, de kombinációs és okoskombinációs formában is játszható, amelyek növelik a nyerési esélyeket, emellett pedig az árat is. A szelvények feladhatóak  személyesen a Szerencsejáték Zrt. értékesítési pontjain, illetve online a vállalat hivatalos oldalán vagy mobilos alkalmazásán keresztül.
A Skandináv lottó szelvénye csütörtök hajnali 5.00 órától a rákövetkező hét szerdáig, déután 18.00 óráig adható fel. A sorsolás minden szerdán 20:45-kor látható a Duna TV-n, a Skandináv lottó sorsolás című műsorban. 
Egy kézi és egy gépi sorsolás keretében 7-7 számot húznak ki. Mindkét sorsolás esetében legalább 4 találat szükséges a pénzbeli nyereményhez. A főnyereményt az jelenti, ha a játékosnak egy adott sorsoláson mind a hét kisorsolt számot sikerül eltalálnia.

#### Nyerési esélyek
A Skandináv lottó esetében a nyeremények nagyságát az határozza meg, hogy a játékos hány számot talál el a 35-ből kisorsolt 7 nyerőszám közül. A nyerési esélyek az alábbiak szerint alakulnak:
- 7 találat: 1:3 362 260
- 6 találat: 1:17 154
- 5 találat: 1:424
- 4 találat: 1:29

A fentiek értelmében a Skandináv lottón tehát a telitalálat valószínűsége 1:3 362 260. Bár ez az érték elsőre alacsonynak tűnhet, összehasonlításként érdemes megemlíteni, hogy a Hatoslottón, ahol 45 számból 6-ot kell eltalálni, ez a szám 1:8 145 060-ra emelkedik. Az Ötöslottón pedig annak az esélye, hogy a játékos a megadott 90 számból 5-öt eltalál 1:43 949 268.
A számszerű adatok hűen tükrözik, hogy a Skandináv lottó kínálja a legkedvezőbb nyerési esélyt a főnyereményre, ami elsősorban annak köszönhető, hogy a játékban csupán 35 számból kell 7-et eltalálni, szemben a másik két lottójátékkal, ahol nagyobb számkészletből történik a sorsolás.

## A legnagyobb Skandináv lottó nyeremény
A Skandináv lottó történetének valaha volt legnagyobb nyereményét 2024-ben vihette haza egy szerencsés játékos. Az 52. heti, december 27-ére eső sorsoláson első körben a 2, 6, 10, 11, 13, 17, 31 számokat, majd a 5, 11, 12, 16, 21, 25, 35 számsort húzták ki. A telitalálatos szelvény összesen 795.691.425 forint nyereményben részesítette a játékost.

## A Skandináv lottó üzemeltetője
Ahogy a magyarországi lottójátékokért általában, a Skandináv lottó működéséért is a Szerencsejáték Zrt. felelős, amely országszerte összesen 7 721 értékesítési pontot üzemeltet.
A vállalat Magyarország területén kizárólagos jogot gyakorol a sorsolásos játékok (Ötöslottó, Hatoslottó Skandináv lottó, Eurojackpot, Joker, Luxor, Kenó, Puttó), a sorsjegyek (Totó, Góltotó) és a sportfogadás (Tippmix) felett. 
A vállalat 1991 óta gondoskodik arról, hogy a lottójátékok üzemeltetése a hivatalos szabályozásoknak megfelelően történjen. A Szerencsejáték Zrt. transzparens és felelősségteljes szerencsejátékot garantál, így az általuk folytatott tevékenység minden szempontból megbízható.